# Maccabi Tel Aviv B.C. 2004-2005
Questa voce raccoglie le informazioni riguardanti il Maccabi Tel Aviv B.C. nelle competizioni ufficiali della stagione 2004-2005.

## Stagione
La stagione 2004-2005 del Maccabi Tel Aviv B.C. è la 51ª nel massimo campionato israeliano di pallacanestro, la Ligat ha'Al.

## Roster
Aggiornato al 27 luglio 2020
| Maccabi Elite Tel Aviv 2004-05 | Maccabi Elite Tel Aviv 2004-05 |
| Giocatori                      | Staff tecnico                  |
| ------------------------------ | ------------------------------ |

| N. | Naz.                                        | Ruolo | Nome                 | Anno | Alt.   | Peso   |  |
| -- | ------------------------------------------- | ----- | -------------------- | ---- | ------ | ------ |  |
| 4  | Israele (bandiera)                          | G     | Regev Fanan          | 1981 | 183 cm |        |  |
| 5  | Stati Uniti (bandiera)                      | AC    | Maceo Baston         | 1976 | 208 cm | 104 kg |  |
| 6  | Stati Uniti (bandiera) · Israele (bandiera) | PG    | Derrick Sharp (C)    | 1971 | 183 cm | 84 kg  |  |
| 7  | Croazia (bandiera)                          | C     | Nikola Vujčić        | 1978 | 211 cm | 108 kg |  |
| 8  | Stati Uniti (bandiera)                      | GA    | Anthony Parker       | 1975 | 198 cm | 98 kg  |  |
| 9  | Israele (bandiera)                          | AG    | Gur Shelef           | 1974 | 204 cm |        |  |
| 10 | Israele (bandiera)                          | G     | Tal Burstein         | 1980 | 198 cm | 95 kg  |  |
| 11 | Israele (bandiera)                          | G     | Yotam Halperin       | 1984 | 194 cm | 90 kg  |  |
| 12 | Israele (bandiera)                          | G     | Assaf Dotan          | 1974 | 194 cm |        |  |
| 13 | Lituania (bandiera)                         | P     | Šarūnas Jasikevičius | 1976 | 192 cm | 90 kg  |  |
| 20 | Grecia (bandiera)                           | AG    | Nestoras Kommatos    | 1977 | 203 cm | 110 kg |  |
| 25 | Stati Uniti (bandiera) · Israele (bandiera) | AG    | Deon Thomas          | 1971 | 204 cm | 108 kg |  |
| 41 | Israele (bandiera)                          | C     | Yaniv Green          | 1980 | 206 cm | 110 kg |  |

| Allenatore                                                                      |
| - Pini Gershon                                                                  |
| Assistente/i                                                                    |
| - Yaacov Jino - Dan Shamir Legenda - (C) Capitano - (IN) Inattivo - Infortunato |

## Mercato

### Sessione estiva
| Acquisti | Acquisti          | Acquisti           | Acquisti      | Acquisti |
| R.       | Nome              | da                 | Modalità      |          |
| -------- | ----------------- | ------------------ | ------------- | -------- |
| G        | Assaf Dotan       | Elitzur Kiryat Ata | definitivo    |          |
| AG       | Nestoras Kommatos | Aris Salonicco     | definitivo    |          |
| C        | Anton Kazarnovski | Ramat HaSharon     | fine prestito |          |
| G        | Regev Fanan       | Ironi Ramat Gan    | definitivo    |          |
| C        | Yaniv Green       | Hapoel Tel Aviv    | definitivo    |          |

| Cessioni | Cessioni          | Cessioni            | Cessioni       | Cessioni |
| R.       | Nome              | a                   | Modalità       |          |
| -------- | ----------------- | ------------------- | -------------- | -------- |
| AP       | David Bluthenthal | Din. S. Pietroburgo | fine contratto |          |
| AC       | Yoav Saffar       |                     | ritirato       |          |
| C        | Anton Kazarnovski | Hap. Galil Elyon    | fine contratto |          |
| P        | Avi Ben-Chimol    | Hap. Galil Elyon    | fine contratto |          |